# 长丰桥 (武汉)
长丰桥又名江漢五橋，是中華人民共和國湖北省武漢市漢陽區武汉三环线一座跨越漢江的橋樑，全長1130米。該橋樑於1998年3月24日開工，2001年1月2日竣工。2021年3月16日晚上8點半，一輛货车經過長豐橋時发生侧翻，造成桥梁架梁受损。